# Tânia Mara
Tânia Mara Araújo Almeida (Brasília, 9 de fevereiro de 1983) é uma cantora, compositora, atriz e apresentadora brasileira. Jurada do Shadow Brasil, reality show musical do Programa Raul Gil. Tânia tem 6 álbuns lançados, 2 DVDs e 13 trilhas sonoras de novelas.

## Carreira
Começou sua carreira como dançarina no programa Fantasia, do SBT, onde, aos 16 anos, também se tornou apresentadora de televisão juntamente com Adriana Colin, Jackeline Petkovic, Débora Rodrigues e Amanda Françozo.
Em 2000, foi contratada pela gravadora EMI Music para lançar o seu primeiro álbum, homônimo, que teve as músicas “Chega” e “Tem Que Ser Com Você” como destaques.
Em 2001, em parceria com a Abril Music, lançou o álbum “Brincando de Amor” produzido por Arnaldo Saccomani.
Em 2005, sai “Louca Paixão”, nome do seu terceiro álbum e também o nome da música que entrou para a trilha sonora da novela América da Rede Globo. O álbum ainda foi indicado ao Grammy Latino.
No ano seguinte emplacou o seu grande sucesso nacional, “Se Quiser”,  versão brasileira da música "Anytime" de Kelly Clarkson, que esteve na trilha sonora da novela Páginas da Vida da TV Globo. A música chegou a ficar em primeiro lugar nas paradas de sucesso. Ela conquistou o título de “Melhor Música de Novela” no troféu Melhores do Ano da Rede Globo. Tânia também conquistou prêmios importantes, como o Prêmio Extra e o Troféu Imprensa. Tânia ainda fez uma regravação da música de Roberto Carlos chamada "Sonho Lindo", a qual é tema de abertura da novela Desejo Proibido.Em abril, Tânia lançou seu segundo single, Febre de Amor, de seu 4º álbum e caiu no gosto do público.
Em junho de 2009, lançou o CD/DVD Falando de Amor - Ao Vivo onde canta sucessos e músicas novas, destacando o primeiro single "Não Me Ame", versão do dueto de Jennifer Lopez e Marc Anthony "No Me Ames", que conta com a participação do cantor Alexandre Pires. A mesma música tem uma outra versão, de 2002, interpretada pelo trio KLB. O CD/DVD também contou com participações de Elba Ramalho, Roberta Miranda, Yahoo entre outros artistas consagrados da música popular brasileira.
No ano de 2011 a cantora lança seu segundo CD/DVD intitulado de Tânia Mara Acústico, pela gravadora Som Livre. O álbum conta com participações de Paula Fernandes, Fernando & Sorocaba e Rafael Almeida. A música "Cuida De Mim" fez parte da trilha sonora de Flor do Caribe da Rede Globo. Outro sucesso grandioso foi a música "CDs e Livros", a qual chegou a ficar em primeiro lugar nas rádios de todo o nordeste, sendo regravada depois pela dupla Thaeme & Thiago e Aviões do Forró. A música “Recomeçar” foi trilha sonora da novela A Vida da Gente também da Rede Globo.
Em 2014, Tânia teve nas paradas de sucesso um dos seus maiores hits. A música “Só Vejo Você” fez parte da trilha sonora da novela Em Família, fazendo a cantora participar do último capítulo da novela. A música chegou a ficar em primeiro lugar nas rádios do país, e intitulou o seu sétimo álbum. A canção “Seria Tão Fácil” foi trilha sonora da novela I Love Paraisópolis da Rede Globo e teve a participação especial do cantor americano Brian McKnight.
Em 2015, Tânia Mara teve duas músicas em novelas da Globo.
Em 2016, a cantora lançou o single “Teu lugar” com a dupla sertaneja Marcos & Belutti, estreando a música no Programa da Eliana. No ano seguinte, umas das maiores duplas sertanejas Chitãozinho e Xororó convidou a cantora para fazer parte do projeto Elas Em Evidências ao lado de outras cantoras como Marília Mendonça, Paula Fernandes, Simone e Simaria, Maiara e Maraisa e Alcione.
Em 2018, a cantora passou a morar em Orlando, nos Estados Unidos.
Em 2020 e 2021 a cantora participou como jurada do Canta Comigo Teen, reality musical da Record TV. estreando também na Netflix com o Reality.

## Vida pessoal
A cantora é irmã do cantor, ator e diretor Rafael Almeida e da atriz Roberta Almeida.
Foi casada com o diretor de telenovelas Jayme Monjardim desde 2007, com quem se relacionava desde 2005. A cantora deu à luz sua única filha em 29 de setembro de 2010. A menina se chama Maysa Almeida Monjardim Matarazzo, nome dado em homenagem à avó paterna da criança. Sua filha veio ao mundo através de uma cesariana, no Rio de Janeiro. Em 2019, seu relacionamento com o diretor chegou ao fim depois de 12 anos juntos.
Entre junho e julho de 2021, namorou o cantor Tiago, da dupla Hugo & Tiago. Os dois haviam se conhecido nos bastidores de um especial do programa "Canta Comigo", da Record TV.

## Discografia

### Álbuns de estúdio
| Ano  | Título            |
| ---- | ----------------- |
| 2018 | Pra Rua           |
| 2014 | Só Vejo Você      |
| 2006 | Tânia Mara        |
| 2005 | Louca Paixão      |
| 2002 | Brincando de Amor |
| 2000 | Tânnia Mara       |

### Álbuns ao vivo
| Ano  | Título                    |
| ---- | ------------------------- |
| 2011 | Acústico                  |
| 2009 | Falando de Amor - Ao Vivo |

### Álbuns de vídeo
| Ano  | Título                    |
| ---- | ------------------------- |
| 2011 | Acústico                  |
| 2009 | Falando de Amor - Ao Vivo |

## Singles
| Ano  | Charts                             | Álbum                            |
| ---- | ---------------------------------- | -------------------------------- |
| 2000 | Tem que Ser com Você               | Tânnia Mara                      |
| 2000 | Chega                              | Tânnia Mara                      |
| 2001 | Baby I Love You                    | Brincando de Amor                |
| 2005 | Louca Paixão                       | Louca Paixão                     |
| 2006 | Se Quiser                          | Tânia Mara                       |
| 2007 | Febre de Amor                      | Tânia Mara                       |
| 2007 | Sonho Lindo                        | Trilha sonora de Desejo Proibido |
| 2008 | Um Tempo de Paixão                 | Tânia Mara                       |
| 2009 | Não Me Ame (feat. Alexandre Pires) | Falando de Amor - Ao Vivo        |
| 2009 | Gostava Tanto de Você              | Falando de Amor - Ao Vivo        |
| 2011 | Recomeçar (Volver a Comenzar)      | Acústico                         |
| 2011 | CD's e Livros                      | Acústico                         |
| 2014 | Só Vejo Você                       | Só Vejo Você                     |
| 2014 | Me Deixa Levar                     | Só Vejo Você                     |
| 2016 | Teu Lugar (feat. Marcos & Belutti) | Pra Rua                          |
| 2017 | Pra Rua                            | Pra Rua                          |
| 2020 | Leva Eu Se Rolar Rolou             | —                                |

#### Participações
| Ano  | Single                 | Álbum                              |
| ---- | ---------------------- | ---------------------------------- |
| 2009 | Se Vira (feat. Latino) | Junto e Misturado: Fazendo a Festa |

Tânia Mara também participou do DVD da dupla sertaneja Simone e Simaria com a canção “Eu Te Avisei”, que fez bastante sucesso em todo o nordeste. Vale lembrar ainda que Tânia fez participação nos projetos de Roberta Miranda, Paula Fernandes, Robson Nunes, Nivardo Paz, Yahoo, Chitãozinho e Xororó, entre outras.

### Trilhas sonoras
| Ano            | Single                                  | Tema de                                     |
| -------------- | --------------------------------------- | ------------------------------------------- |
| 2005           | Louca Paixão                            | América                                     |
| 2006-2007      | Se Quiser                               | Páginas da Vida                             |
| 2007-2008-     | Sonho Lindo                             | Desejo Proibido                             |
| 2009           | Meu Dengo                               | Paraíso                                     |
| 2009-2010      | Gostava Tanto de Você                   | Viver a Vida                                |
| 2010 2012 2011 | Como Vou Viver Cuida De Mim Recomeçar   | Ti Ti Ti Flor Do Caribe A vida da gente     |
| 2014 2015 2016 | Só Vejo Você Seria Tão Fácil Beija-Flor | Em Família I Love Paraisopolis Sol Nascente |

Em 2008, a música Um Tempo de Paixão foi trilha sonora de Malhação.

## Prêmios

### Melhores do Ano:Domingão do Faustão
- 2006: Música de Novela - "Se Quiser" (tema da novela Páginas da Vida)

### Prêmio Extra de Televisão
- Música Tema de Novela - "Se Quiser"

### Troféu Imprensa
- Música Tema de Novela - "Se Quiser"

## Outros trabalhos
| Ano     | Título                | Personagem                             | Notas                           |
| ------- | --------------------- | -------------------------------------- | ------------------------------- |
| 1997-98 | Fantasia              | Ela Mesma                              | Garota Fantasia / Apresentadora |
| 2009    | A Turma do Didi       | Bela                                   | Participação especial           |
| 2009    | Acampamento de Férias | Heloísa                                | Todos episódios                 |
| 2020-21 | Canta Comigo Teen     | Jurada                                 |                                 |
| 2022-23 | Programa Raul Gil     | Jurada-Shadow Brasil (Jovens Talentos) |                                 |